# Lijst van voetbalinterlands Bosnië en Herzegovina - Hongarije
Deze lijst van voetbalinterlands is een overzicht van alle officiële voetbalwedstrijden tussen de nationale teams van Bosnië en Herzegovina en Hongarije. De landen speelden tot op heden zes keer tegen elkaar. De eerste ontmoeting, een vriendschappelijke wedstrijd, werd gespeeld in Boedapest op 10 maart 1999. Het laatste duel, een groepswedstrijd tijdens de UEFA Nations League 2024/25, vond plaats op 14 oktober 2024 in Zenica.

## Wedstrijden
| № | Plaats         | Datum             | Competitie                  | Wedstrijd                         | Uitslag |
| - | -------------- | ----------------- | --------------------------- | --------------------------------- | ------- |
| 1 | Boedapest      | 10 maart 1999     | Vriendschappelijk           | Hongarije – Bosnië en Herzegovina | 1 – 1   |
| 2 | Zenica         | 28 februari 2001  | Vriendschappelijk           | Bosnië en Herzegovina – Hongarije | 1 – 1   |
| 3 | Zenica         | 6 september 2006  | EK 2008 kwalificatie        | Bosnië en Herzegovina – Hongarije | 1 – 3   |
| 4 | Székesfehérvár | 8 september 2007  | EK 2008 kwalificatie        | Hongarije – Bosnië en Herzegovina | 1 – 0   |
| 5 | Boedapest      | 10 september 2024 | UEFA Nations League 2024/25 | Hongarije − Bosnië en Herzegovina | 0 – 0   |
| 6 | Zenica         | 14 oktober 2024   | UEFA Nations League 2024/25 | Bosnië en Herzegovina − Hongarije | 0 − 2   |

## Samenvatting
| Competitie          | Totaal gespeeld | Winst Bosnië en Her. | Gelijk | Winst Hongarije | Doelsaldo Bosnië en Her. – Hongarije |
| ------------------- | --------------- | -------------------- | ------ | --------------- | ------------------------------------ |
| EK-kwalificatie     | 2               | 0                    | 0      | 2               | 1 − 4                                |
| UEFA Nations League | 2               | 0                    | 1      | 1               | 0 − 2                                |
| Vriendschappelijk   | 2               | 0                    | 2      | 0               | 2 − 2                                |
| Totaal              | 6               | 0                    | 3      | 3               | 3 − 8                                |

Wedstrijden bepaald door strafschoppen worden, in lijn met de FIFA, als een gelijkspel gerekend.

## Details

### Eerste ontmoeting
| Hongarije             | 1 – 1 | Bosnië en Herzegovina |
| Bela Illés 66' (pen.) | goals | 31' Meho Kodro        |

- Eerste interland van Bosnië en Herzegovina onder leiding van bondscoach Faruk Hadžibegić.

### Tweede ontmoeting
| Bosnië en Herzegovina | 1 – 1 | Hongarije          |
| Sergej Barbarez 22'   | goals | 13' Ferenc Horváth |

### Derde ontmoeting
| Bosnië en Herzegovina  | 1 – 3 | Hongarije                                                 |
| Zvjezdan Misimović 64' | goals | 36' (pen.) Szabolcs Huszti 46' Zoltán Gera 49' Pál Dárdai |

### Vierde ontmoeting
| Hongarije              | 1 – 0 | Bosnië en Herzegovina |
| Zoltán Gera 39' (pen.) | goals |                       |